# Battaglia di Andro (1790)
La battaglia di Andros del 1790 fu un'azione bellica combattuta nell'ambito della guerra russo-turca (1787-1792) il 17–18 maggio 1790 tra capo Kafireas e l'isola di Andros (Andro), tra le navi del corsaro greco al servizio della marina russa Lambros Katsonis e la flotta ottomano-algerina composta da circa 30–32 vascelli. La battaglia fu il maggiore successo degli ottomani nel corso della guerra dal momento che Katsonis perse cinque navi e la sua flottiglia cessò letteralmente di esistere come unità operativa militare. Sull'altro fronte, gli ottomani ebbero molte perdite, fatto che permise allo stesso Katsonis di fuggire e ricostruire altrove le sue forze, rimanendo formalmente attivo sino alla fine della guerra.

## Antefatto
Katsonis aveva preso parte alla rivolta di Orlov del 1770, e quindi era entrato al servizio dell'esercito russo sotto Caterina la Grande sino a raggiungere il rango di maggiore. Con lo scoppio della guerra contro i turchi, nella primavera del 1789 si recò a Trieste dove reclutò una ciurma di navi e uomini greci, formando una flotta per controbattere gli ottomani nel mar Ionio e nell'Egeo. Al suo arrivo nell'Egeo nell'estate del 1789, Katsonis assediò, occupò e fortificò l'isola di Kea come sua base. Da qui Katsonis guidò una serie di raid contro gli ottomani nell'Egeo settentrionale, dalla penisola Calcidica allo stretto dei Dardanelli e persino riuscendo a bloccare per breve tempo lo stretto. Katsonis era un comandante aggressivo, e non esitava a confrontarsi con la marina ottomana quando possibile; nel giugno di quello stesso anno sconfisse una flotta turca di 14 vascelli tra Syros e Mykonos, ed il mese successivo collezionò un'altra vittoria in una battaglia combattuta tra Syros e Delo. Per i suoi risultati, Caterina lo promosse al rango di tenente colonnello il 24 luglio 1789.
Katsonis occasionalmente aveva collaborato con una flottiglia russa di cinque navi e altri quattro vascelli greci al comando del capitano maltese Giacomo Lorenzo che pure operava nell'Egeo, ma il tentativo di quest'ultimo di subordinare al suo comando Katsonis venne rigettato dal comandante greco e si perse così l'opportunità di unire le due flotte. Al contrario, il peggioramento delle relazioni, non consentì alla flottiglia di Lorenzo di assistere Katsonis anche se molti uomini della ciurma del primo decisero di seguire quest'ultimo per ottenere un maggior salario come promesso. Sull'altro fronte, come è stato evidenziato dallo storico russo Yuri Pryakhin, la flotta di Katsonis era molto affezionata a Katsonis stesso il quale, da greco, aveva dimestichezza con la popolazione greca dell'Egeo che lo riteneva un eroe contro l'oppressione dei turchi e sovente gli porgeva aiuto ed assistenza necessari. Lorenzo, pur avendo assemblato una grande flotta di 36 vascelli, già nell'agosto di quell'anno lasciò l'Egeo e fece ritorno in Sicilia, ritenendo che il proseguire le operazioni militari contro gli ottomani era per lui troppo rischioso. Katsonis continuò invece con successo le sue scorribande, sconfiggendo una flotta turco-algerina al largo di Eleni (Makronisos) il 4 agosto, al punto che la Sublime porta, attraverso il dragomanno della flotta, Alexandros Mavrogenis, giunse ad offrirgli la piena proprietà ed il diritto di insediarsi coi suoi uomini di un'isola a sua scelta di quelle del dominio ottomano, ottenendone inoltre il dominio ereditario e 200 000 monete d'oro. Katsonis rifiutò l'offerta.

## Il ritorno nell'Egeo e la battaglia di Andros
Nel settembre del 1789, Katsonis con la sua flotta attraccò alle Isole Ionie (all'epoca sotto il dominio della Repubblica di Venezia) per riparare e rifornire le sue navi. Verso la fine di agosto, ad ogni modo, la flotta ottomana giunse a Kea e saccheggiò l'isola. Gli uomini presenti nell'insediamento vennero ucciso e le fortificazioni erette vennero rase al suolo. All'inizio della primavera del 1790, dopo aver portato a compimento le riparazioni delle sue navi, Katsonis con una flotta di nove vascelli fece ritorno nell'Egeo. Con a bordo il klepht Androutsos ed i suoi 800 uomini, egli razziò diverse navi turche nell'Egeo prima di avanzare verso Tenedos nella speranza di confrontarsi con la flotta ottomana. Il 15 aprile giunse a Kea, rioccupando e rifortificando l'isola.
Qui seppe della notizia che uno squadrone ottomano di 19 vascelli, incluse diverse fregate e navi di linea, aveva lasciato i Dardanelli col preciso ordine del nuovo sultano, Selim III, di dargli la caccia e distruggerlo. Katsonis salpò per incontrare il suo nemico, ma venti avversi ritardarono la sua avanzata, ed il 17 maggio la sua flotta incontrò lo squadrone ottomano nello stretto tra capo Kafireas d'Eubea e l'isola di Andro. Le differenti fonti riportano che Katsonis disponeva di nove o sette navi per lo scontro, ma il suo biografo greco P. Magiakos nella sua opera del 1930 riferisce che due degli originari nove vascelli non furono in grado di partecipare allo scontro sempre per via dei venti avversi.
Le due flotta iniziarono a combattersi a mezzogiorno e la battaglia occupò il resto della giornata. Il combattimento propense inizialmente a favore dei greci, ma col calare dei venti nella notte, le navi di Katsonis non furono in grado di districarsi dallo scontro. All'alba della mattina successiva, lo squadrone algerino (11 navi secondo Pryakhin, 12 secondo Magiakos e 13 secondo una lettera recentemente scoperta di uno degli uomini di Katsonis) si avvicinò in aiuto alla flottiglia ottomana. Magiakos riporta inoltre che gli algerini erano stati informati dallo spetsiota Anargyros Hatzianargyros, cugino di un ufficiale della flotta di Katsonis, che come ricompensa per questa sua "soffiata" venne nominato poi bey di Spetses. La flottiglia greca si trovava ora in una posizione critica, attaccata su due fronti da trenta navi di linea. Quando ai greci iniziarono a scarseggiare le munizioni, ridussero il fuoco. Le navi di Katsonis erano ora esposte al fuoco nemico che si preparava all'assalto. Gli algerini iniziarono a catturare tre navi che poi però affondarono per gli eccessivi danni riportati. Alla fine Katsonis venne costretto a porre a fuoco anche la sua ammiraglia, la Atena del Nord, e riuscì appena a fuggire su una barca tra le navi nemiche.
La battaglia si concluse per la flotta di Katsonis con la perdita di 565 uomini e con 53 tra feriti e prigionieri, mentre Katsonis si ritirò a Kythira. Le perdite degli ottomani e degli algerini furono notevoli con quasi 3000 morti e molti feriti. Molti vascelli dovettero essere trasportati presso i porti in patria ed alcuni di loro affondarono nel tragitto. La flotta di Katsonis ad ogni modo risultò distrutta. La flotta ottomano-algerina ricevette un'accoglienza trionfale a Istanbul. Il capitano del reggimento dei granatieri della guardia, Yegor Palatino, che era stato fatto prigioniero, riportò che 17 dei prigionieri vennero pubblicamente impiccati davanti alla flotta, altri sei vennero decapitati davanti al sultano in persona ed il giorno successivo, ne vennero uccisi altri 21. Palatino stesso si salvò dall'esecuzione solo perché conosceva il serasker, essendo stato impiegato da Katsonis come corriere in precedenza. Altri uomini della ciurma di Katsonis, che erano intenzionati a raggiungere la vicina Andro, vennero cacciati agli algerini e diversi abitanti locali vennero giustiziati, mentre altri tra cui spiccava il futuro ammiraglio della guerra d'indipendenza greca Nikolis Apostolis, vennero salvati dagli abitanti e travestiti da pescatori sull'isola di Kythira. Gli ottomani ripresero il possesso di Kea, razziando la base di Katsonis sul posto.

## Conseguenze
Col resto delle sue navi, Katsonis si diresse verso Itaca, dove tentò di ricostituire le sue forze e reclutare altre navi. Malgrado la sua sconfitta, venne ricompensato dall'imperatrice Caterina II, su raccomandazione dell'ammiraglio Grigory Potemkin, con la promozione a colonnello e con la croce dell'Ordine militare di San Giorgio di IV classe. Katsonis e la sua flotta rimasero attive nell'Egeo e continuarono ad assaltare le navi ottomane. Nell'estate del 1791, Katsonis disponeva di 21 navi. Nel frattempo, ad ogni modo, le vittorie russe a Măcin ed a Kaliakra portarono ad una conclusione della guerra con la firma di un armistizio l'11 agosto 1791, seguito dal trattato di Jassy. Katsonis ottenne l'ordine di cessare le operazioni. Katsonis si rifiutò di obbedire e raccolse nuove navi a Porto Kagio presso Capo Tainaron, ma venne attaccato da una flotta congiunta franco-ottomana e questa volta venne definitivamente sconfitto. Katsonis tentò di fuggire in Russia con alcuni dei suoi compagni d'arme, insediandosi a Livadija in Crimea.